# Марк-Кевін Гелльнер
Марк-Кевін Петер Гелльнер (нім. Marc-Kevin Peter Goellner) — німецький тенісист, олімпійський медаліст. 
Гелльнер народився в родині німецького дипломата, коли той працював у Бразилії. Бразильська влада записала його як Goellner замість Göllner.  
Гельнер виграв 2 турніри ATP в одиночному розряді й чотири в парному. Його партнером був німець чеського походження Давід Пріносіл. Найбільшим досягненням пари був  фінал Ролан-Гарросу 1993. 
Бронзову олімпійську медаль  Гелльнер виборов на Олімпіаді 1996 року, що проходила в Атланті, в парних змаганнях, граючи разом із Давідом Пріносілом.
Гелльнер один із перших серед тенісистів почав носити бейсболку задом-наперед. 

## Значні фінали

### Олімпіади

#### Парний розряд: 1 бронзова медаль
| Результат | Рік  | Турнір       | Поверхня | Партнер        | Супротивники             | Рахунок  |
| --------- | ---- | ------------ | -------- | -------------- | ------------------------ | -------- |
| Бронза    | 2000 | Атланта 1996 | Хард     | Давід Пріносіл | Якко Елтінг Паул Гаргейс | 6-2, 7-5 |

## Фінали турнірів Великого шолома

### Парний розряд: 1 (1 фінал)
| Результат | Рік  | Турнір      | Поверхня | Партнер        | Супротивники              | Рахунок       |
| --------- | ---- | ----------- | -------- | -------------- | ------------------------- | ------------- |
| Поразка   | 1993 | French Open | Ґрунт    | Давід Пріносіл | Люк Дженсен Мерфі Дженсен | 4–6, 7–6, 4–6 |

## Фінали турнірів ATP за кар'єру

### Одиночний розряд: 3 (2–1)
| Легенда                         |
| ------------------------------- |
| Турніри Великого шлема (0–0)    |
| Фінали Світового туру ATP (0–0) |
| Серія Мастерс ATP (0–0)         |
| Серія турнірів ATP (0–0)        |
| Світова серія ATP (2–1)         |

| Фінали за покриттям |
| ------------------- |
| Тверде (0–0)        |
| Ґрунт (2–1)         |
| Трава (0–0)         |
| Килим (0–0)         |

| Фінали за типом корту |
| --------------------- |
| Відкритий корт (2–1)  |
| Закритий корт (0–0)   |

| Результат | В-П | Дата     | Турнір                   | Рівень        | Покриття | Суперник       | Рахунок            |
| --------- | --- | -------- | ------------------------ | ------------- | -------- | -------------- | ------------------ |
| Перемога  | 1–0 | Кві 1993 | Ніцца, Франція           | Світова серія | Ґрунт    | Іван Лендл     | 1–6, 6–4, 6–2      |
| Поразка   | 1–1 | Вер 1996 | Борнмут, Велика Британія | Світова серія | Ґрунт    | Альберт Коста  | 7–6(7–4), 2–6, 2–6 |
| Перемога  | 2–1 | Жов 1996 | Марбелья, Іспанія        | Світова серія | Ґрунт    | Алекс Корретха | 7–6(7–4), 7–6(7–2) |

### Парний розряд: 15 (4–11)
| Легенда                         |
| ------------------------------- |
| Турніри Великого шлема (0–1)    |
| Фінали Світового туру ATP (0–0) |
| Серія Мастерс ATP (0–0)         |
| Серія турнірів ATP (0–1)        |
| Світова серія ATP (4–9)         |

| Фінали за покриттям |
| ------------------- |
| Тверде (2–0)        |
| Ґрунт (1–7)         |
| Трава (0–2)         |
| Килим (1–2)         |

| Фінали за типом корту |
| --------------------- |
| Відкритий корт (2–9)  |
| Закритий корт (2–2)   |

| Результат | В-П  | Дата     | Турнір                                        | Рівень           | Покриття | Партнер              | Суперники                            | Рахунок                 |
| --------- | ---- | -------- | --------------------------------------------- | ---------------- | -------- | -------------------- | ------------------------------------ | ----------------------- |
| Перемога  | 1–0  | Бер 1992 | Роттердам, Нідерланди                         | Світова серія    | Килим    | Давід Пріносіл       | Паул Гаргейс Марк Куверманс          | 6–2, 6–7, 7–6           |
| Поразка   | 1–1  | Тра 1993 | Відкритий чемпіонат Франції з тенісу, Франція | Великий Шлем     | Ґрунт    | Давід Пріносіл       | Люк Єнсен Мерфі Єнсен                | 4–6, 7–6, 4–6           |
| Поразка   | 1–2  | Чер 1993 | Галле, Німеччина                              | Світова серія    | Трава    | Майк Бауер           | Петр Корда Цирил Сук                 | 6–7, 7–5, 3–6           |
| Перемога  | 2–2  | Сер 1993 | Connecticut Open, США                         | Світова серія    | Тверде   | Давід Пріносіл       | Арно Боеч Олів'є Делетр              | 6–7, 7–5, 6–2           |
| Поразка   | 2–3  | Бер 1995 | Abierto Mexicano TELCEL, Мексика              | Світова серія    | Ґрунт    | Дієго Наргісо        | Хав'єр Франа Леонардо Лаваль         | 5–7, 3–6                |
| Поразка   | 2–4  | Кві 1995 | Estoril Open, Португалія                      | Світова серія    | Ґрунт    | Дієго Наргісо        | Євген Кафельников Андрій Ольховський | 7–5, 5–7, 2–6           |
| Перемога  | 3–4  | Вер 1996 | Борнмут, Велика Британія                      | Світова серія    | Ґрунт    | Грег Руседскі        | Родольф Жільбер Нуно Маркес          | 6–3, 7–6                |
| Поразка   | 3–5  | Жов 1997 | Відень, Австрія                               | Серія Чемпіоншип | Килим    | Давід Пріносіл       | Елліс Феррейра Патрік Гелбрайт       | 3–6, 4–6                |
| Перемога  | 4–5  | Лис 1997 | Стокгольм, Швеція                             | Світова серія    | Тверде   | Річі Ренеберг        | Елліс Феррейра Патрік Гелбрайт       | 6–3, 3–6, 7–6           |
| Поразка   | 4–6  | Чер 1998 | Галле, Німеччина                              | Світова серія    | Трава    | Джон-Лаффньє де Ягер | Елліс Феррейра Рік Ліч               | 6–4, 4–6, 6–7           |
| Поразка   | 4–7  | Лют 1999 | Копенгаген, Данія                             | Світова серія    | Килим    | Давід Пріносіл       | Максим Мирний Андрій Ольховський     | 7–6(7–5), 6–7(4–7), 1–6 |
| Поразка   | 4–8  | Чер 1999 | Мерано, Італія                                | Світова серія    | Ґрунт    | Ерік Тайно           | Лукас Арнольд Кер Жайме Онсінс       | 4–6, 6–7(1–7)           |
| Поразка   | 4–9  | Лис 1999 | Бухарест, Румунія                             | Світова серія    | Ґрунт    | Франсіско Монтана    | Лукас Арнольд Кер Мартін Гарсія      | 3–6, 6–2, 3–6           |
| Поразка   | 4–10 | Жов 2000 | Палермо, Італія                               | Світова серія    | Ґрунт    | Пабло Альбано        | Томас Карбонелл Мартін Гарсія        | без гри                 |
| Поразка   | 4–11 | Вер 2001 | Бухарест, Румунія                             | Світова серія    | Ґрунт    | Пабло Альбано        | Александар Кітінов Юган Ландсберг    | 4–6, 7–6(7–5), [6–10]   |

## Фінали ATP Челленджер і ITF Ф'ючерс

### Одиночний розряд: 5 (3–2)
| Легенда              |
| -------------------- |
| ATP Челленджер (3–1) |
| ITF Ф'ючерс (0–1)    |

| Фінали за покриттям |
| ------------------- |
| Тверде (1–0)        |
| Ґрунт (2–2)         |
| Трава (0–0)         |
| Килим (0–0)         |

| Результат | В-П | Дата     | Турнір                  | Рівень     | Покриття | Суперник         | Рахунок                 |
| --------- | --- | -------- | ----------------------- | ---------- | -------- | ---------------- | ----------------------- |
| Перемога  | 1–0 | Тра 1992 | Антверпен, Бельгія      | Челленджер | Ґрунт    | Массімо Ардінгі  | 4–6, 6–3, 7–5           |
| Перемога  | 2–0 | Чер 1992 | Галле, Німеччина        | Челленджер | Ґрунт    | Томас Енквіст    | 6–3, 2–6, 7–6           |
| Поразка   | 2–1 | Лип 1992 | Ульм, Німеччина         | Челленджер | Ґрунт    | Маркос Ондруска  | 6–7, 1–6                |
| Поразка   | 2–2 | Кві 2003 | Німеччина F1, Гоенбрунн | Ф'ючерс    | Ґрунт    | Роберт Ліндстедт | 6–7(4–7), 6–7(4–7)      |
| Перемога  | 3–2 | Сер 2003 | Бухара, Узбекистан      | Челленджер | Тверде   | Маркос Багдатіс  | 7–5, 6–7(2–7), 7–6(7–4) |

### Парний розряд: 6 (3–3)
| Легенда              |
| -------------------- |
| ATP Челленджер (3–3) |
| ITF Ф'ючерс (0–0)    |

| Фінали за покриттям |
| ------------------- |
| Тверде (0–0)        |
| Ґрунт (3–1)         |
| Трава (0–0)         |
| Килим (0–2)         |

| Результат | В-П | Дата     | Турнір                         | Рівень     | Покриття | Партнер            | Суперники                          | Рахунок            |
| --------- | --- | -------- | ------------------------------ | ---------- | -------- | ------------------ | ---------------------------------- | ------------------ |
| Перемога  | 1–0 | Жов 1991 | Касабланка, Марокко            | Челленджер | Ґрунт    | Бертран Мадсен     | Тарік Бонабіль Ґуставо Гаретто     | 6–0, 6–2           |
| Перемога  | 2–0 | Чер 1992 | Кельн, Німеччина               | Челленджер | Ґрунт    | Бернд Карбахер     | Браян Девенінг Мерфі Єнсен         | 6–4, 6–7, 6–1      |
| Поразка   | 2–1 | Лис 1992 | Гвадалахара (Мексика), Мексика | Челленджер | Ґрунт    | Крістіан Сакіану   | Ройсе Деппе Давід Рікл             | 6–7, 4–6           |
| Поразка   | 2–2 | Лют 1993 | Ренн, Франція                  | Челленджер | Килим    | Жоао Кунья е Сілва | Ян Апелль Йонас Бйоркман           | 6–7, 3–6           |
| Поразка   | 2–3 | Лис 2001 | Аахен, Німеччина               | Челленджер | Килим    | Маркос Ондруска    | Юліан Ноул Міхаель Кольманн        | 3–6, 6–7(4–7)      |
| Перемога  | 3–3 | Лип 2004 | Монтобан, Франція              | Челленджер | Ґрунт    | Алекс Лопес Морон  | Бріан Дабуль Ігнасіо Гонсалес Кінґ | 6–3, 5–7, 7–6(7–5) |

## Досягнення
| W | Ф | ПФ | ЧФ | #Р | КТ | К# | DNQ | A | NH |

### Одиночний розряд
| Турніри Великого шлему                 |     |     |     |     |     |     |     |     |     |     |        |       |     |
| Відкритий чемпіонат Австралії з тенісу |     | 2р  |     | 1р  | 1р  | 2р  | 1р  | К2р |     | К1р | 0 / 5  | 2–5   | 29% |
| Відкритий чемпіонат Франції з тенісу   |     | 4р  | 1р  | 2р  | 1р  | 1р  | 2р  |     |     | 1р  | 0 / 7  | 5–7   | 42% |
| Вімблдонський турнір                   |     | 1р  | 1р  | 2р  | 1р  | 1р  | 2р  |     |     | К2р | 0 / 6  | 2–6   | 25% |
| Відкритий чемпіонат США з тенісу       | 2р  | 3р  | 3р  | 2р  |     | 1р  | 1р  | К2р | К2р | К1р | 0 / 6  | 6–6   | 50% |
| В-П                                    | 1–1 | 6–4 | 2–3 | 3–4 | 0–3 | 1–4 | 2–4 | 0–0 | 0–0 | 0–1 | 0 / 24 | 15–24 | 38% |
| Тур ATP Мастерс 1000                   |     |     |     |     |     |     |     |     |     |     |        |       |     |
| Індіан-Веллс                           |     |     | 2р  |     |     | 1р  |     |     |     |     | 0 / 2  | 1–2   | 33% |
| Відкритий чемпіонат Маямі з тенісу     |     |     | 2р  |     |     | 1р  |     |     |     | К1р | 0 / 2  | 0–2   | 0%  |
| Монте-Карло                            |     |     |     | К3р | 1р  |     |     | К2р |     |     | 0 / 1  | 0–1   | 0%  |
| Гамбург                                |     | 3р  | 1р  | 2р  | 2р  | 1р  | 1р  |     | 1р  |     | 0 / 7  | 4–7   | 36% |
| Рим                                    |     |     | 1р  | 2р  | К3р | ЧФ  | 1р  |     |     |     | 0 / 4  | 4–4   | 50% |
| Мастерс Канада                         |     |     |     |     | 1р  |     |     |     |     |     | 0 / 1  | 0–1   | 0%  |
| Мастерс Цинциннаті                     |     |     | 1р  | 1р  |     | 1р  |     |     |     |     | 0 / 3  | 0–3   | 0%  |
| Штутгарт                               |     |     |     |     | 1р  | 1р  |     |     |     |     | 0 / 2  | 0–2   | 0%  |
| Париж                                  |     | 1р  | К1р |     | К3р | 2р  |     |     |     |     | 0 / 2  | 1–2   | 33% |
| В-П                                    | 0–0 | 2–2 | 1–5 | 2–3 | 1–4 | 4–7 | 0–2 | 0–0 | 0–1 | 0–0 | 0 / 24 | 10–24 | 29% |

### Парний розряд
| Турніри Великого шлему                 |     |     |     |     |     |     |     |     |     |     |     |        |       |     |
| Відкритий чемпіонат Австралії з тенісу |     | 1р  |     | 2р  | 3р  | 2р  | 3р  | 2р  |     |     |     | 0 / 6  | 7–6   | 54% |
| Відкритий чемпіонат Франції з тенісу   | 1р  | Ф   | 2р  | 1р  | 1р  |     | 3р  |     | 1р  | 1р  |     | 0 / 8  | 8–8   | 50% |
| Вімблдонський турнір                   |     |     | ПФ  | ПФ  | 3р  | 1р  | 2р  | 1р  | 2р  | 2р  | 1р  | 0 / 9  | 13–9  | 59% |
| Відкритий чемпіонат США з тенісу       |     | 2р  |     |     |     |     | 1р  | 3р  | 1р  | 1р  |     | 0 / 5  | 3–5   | 38% |
| В-П                                    | 0–1 | 6–3 | 5–2 | 5–3 | 4–3 | 1–2 | 5–4 | 3–3 | 1–3 | 1–3 | 0–1 | 0 / 28 | 31–28 | 53% |
| Тур ATP Мастерс 1000                   |     |     |     |     |     |     |     |     |     |     |     |        |       |     |
| Індіан-Веллс                           |     |     | 1р  |     |     | ЧФ  |     |     |     |     |     | 0 / 2  | 2–2   | 50% |
| Відкритий чемпіонат Маямі з тенісу     |     |     | 1р  |     |     | 3р  |     |     | 1р  | К1р |     | 0 / 3  | 2–3   | 40% |
| Монте-Карло                            |     | 2р  |     |     | 2р  |     |     | 2р  |     |     |     | 0 / 3  | 3–3   | 50% |
| Гамбург                                | 2р  | ЧФ  | ПФ  | ЧФ  | 2р  | 2р  | 1р  |     | ЧФ  |     |     | 0 / 8  | 12–8  | 60% |
| Рим                                    |     |     | ПФ  | 2р  |     | К2р | 1р  |     |     | 2р  |     | 0 / 4  | 5–4   | 56% |
| Мастерс Цинциннаті                     |     |     | 1р  | 1р  |     | ЧФ  |     |     | К2р |     |     | 0 / 3  | 2–3   | 40% |
| Штутгарт                               |     |     |     |     |     | 2р  | 2р  |     |     |     |     | 0 / 2  | 2–2   | 50% |
| Париж                                  |     | 2р  |     |     |     | К1р |     |     |     |     |     | 0 / 1  | 1–1   | 50% |
| В-П                                    | 1–1 | 4–3 | 6–5 | 3–3 | 2–2 | 8–5 | 1–3 | 1–1 | 2–2 | 1–1 | 0–0 | 0 / 26 | 29–26 | 53% |